# Ernst Jazdzewski
Ernst Jazdzewski (ur. 14 sierpnia 1907 w Berlinie, zm. 29 maja 1995, tamże) – niemiecki ilustrator i karykaturzysta.

## Życiorys
Urodził się 14 sierpnia 1907 w Berlinie jako syn robotnika. Podczas rewolucji listopadowej nastoletni Ernst Jazdzewski obserwował powstanie Komunistycznej Partii Niemiec. W 1921 jako czternastolatek dołączył do Komunistycznego Związku Młodych Niemiec. Ukończył szkołę podstawową i rozpoczął naukę rzeźbienia w kości słoniowej. W latach 1922–1928 podczas studiów wieczorowych w berlińskiej szkole rzemieślniczej Kunstgewerbeschule Ost publikował pierwsze grafiki w nielegalnych zakładowych i dzielnicowych gazetach oraz na apelach i ulotkach powielanych na hektografie. Później został stałym współpracownikiem magazynu Wolnej Młodzieży Niemieckiej „Trommel” i dziennika Komunistycznego Związku Młodych Niemiec „Die junge Garde”. W tym okresie pojawiły się pierwsze jego plakaty polityczne i ilustracje książkowe dla wydawnictw „Jugendinternationale” i „Junge Garden”.  W 1928 Jazdzewski został członkiem Zjednoczenia Artystów Rewolucyjnych. W 1932 wstąpił do Komunistycznej Partii Niemiec, gdzie aż do aresztowania w 1933 pracował w Atelier Graficznym Centralnego Komitetu tej partii. Został skazany na półtora roku więzienia, a następnie przebywał pod nadzorem policji. Później pracował potajemnie w atelier nad reklamami i projektami wystaw. W latach 1941–1945 służył w niemieckiej armii, a następnie trafił do niewoli.
Po wojnie został stałym rysownikiem Neues Deutschland, centralnego dziennika niemieckiej partii komunistycznej w sowieckiej strefie okupacyjnej, a potem w NRD, co wkrótce jego grafikom sygnowanym Eja dało tam dużą popularność. Od 1945 pracował w założonej przez Fritza Dudę  Wspólnocie Pracy Socjalistycznych Artystów. W 1947 został wykładowcą i od 1956 aż do przejścia na emeryturę w 1973 był profesorem ilustracji i rysunku figuratywnego w wyższej szkole artystycznej w Berlinie-Weißensee. Ernst Jazdzewski był członkiem Stowarzyszenia Artystów Plastyków NRD i przewodniczącym oddziału tego stowarzyszenia w Berlinie. W 1955 odwiedził ChRL, a w 1962  Indonezję i Birmę.

## Dzieła
- 1948 pożegnanie Karla Liebknechta, rysunek pędzlem
- 1949 Strajk, rysunek pędzlem
- 1958 Imperializm, Saharaöl, rysunek
- 1970 W. I. Lenin, grafika

ponadto jest autorem ilustracji do wielu książek m.in.
- Nikolai Dubow: Lichter auf dem Fluss. Berlin: Aufbau-verlag, 1954. [dostęp 2018-12-07]. Brak numerów stron w książce
- Benno Pludra: Gustel, Tapp und die andern. Berlin: Kinderbuchverlag, 1955. [dostęp 2018-12-07]. Brak numerów stron w książce
- Max Zimmering: Die Jagd nach dem Stiefel. Berlin: Kinderbuchverlag, 1956. [dostęp 2018-12-07]. Brak numerów stron w książce

## Odznaczenia i nagrody
- 1959 Nagroda artystyczna NRD
- 1962 Brązowy Order Zasługi dla Ojczyzny
- 1967 Srebrny Order Zasługi dla Ojczyzny
- 1971 Nagroda państwowa NRD III klasy
- 1973 Złoty Order Zasługi dla Ojczyzny
- 1977 Odznaka Honorowa Orderu Zasługi dla Ojczyzny
- 1982 medal Hansa Grundiga, odznaka honorowa Franza Mehringa i medal Artura Beckera

## Wystawy
- 1953, 1958, 1962, 1972 i 1977 Wystawa sztuki NRD
- 1958 Okręgowa wystawa sztuki, Berlin
- 1959 Mit unserem neuen Leben verbunden. Zehn Jahre bildende Kunst in der DDR (Związane z naszym nowym życiem. Dziesięć lat sztuk wizualnych w NRD), Akademie der Künste, Berlin
- 1965 Intergrafik, Berlin
- 1968 Sieger der Geschichte (Zwycięzca historii), Halle (Saale)
- 1970 Im Geiste Lenins (W duchu Lenina), Berlin
- 1971 Realistische Grafik (Realistyczna grafika), Lipsk
- 1974 Zeichnung in der DDR (Rysunek w NRD), Drezno
- 1979 Buchillustration in der DDR (Ilustracje książkowe w NRD), Berlin
- 1980 Berlin Retrospektive (Retrospektywa berlińska), Berlin
- 1983 Karl Marx – Künstlerbekenntnisse (Karol Marks – wyznania artysty), Berlin, Magdeburg, Karl-Marx-Stadt i Lipsk
- 1985 Auf gemeinsamen Wegen (Na wspólnych ścieżkach), Berlin